# Tirich Mir
Le Tirich Mir est un sommet du Pakistan s'élevant à 7 708 mètres d'altitude dans la province de Khyber Pakhtunkhwa et constituant le point culminant de l'Hindou Kouch. Il est entouré de glaciers. Des alpinistes norvégiens ont réalisé les premières ascensions de la cime principale et de la cime orientale, la deuxième par l'altitude, respectivement en 1950 et en 1964.

## Toponymie
En wakhi, mir signifie le « roi ». Dans cette même langue, trich veut dire « ombre » ou « obscurité », probablement en lien avec celle qu'il projette en direction du corridor du Wakhan ; toutefois, selon une autre hypothèse, Tirich, ou Teric, pourrait simplement désigner une vallée latérale et un village du district de Chitral où est parlé le khowar.

## Géographie

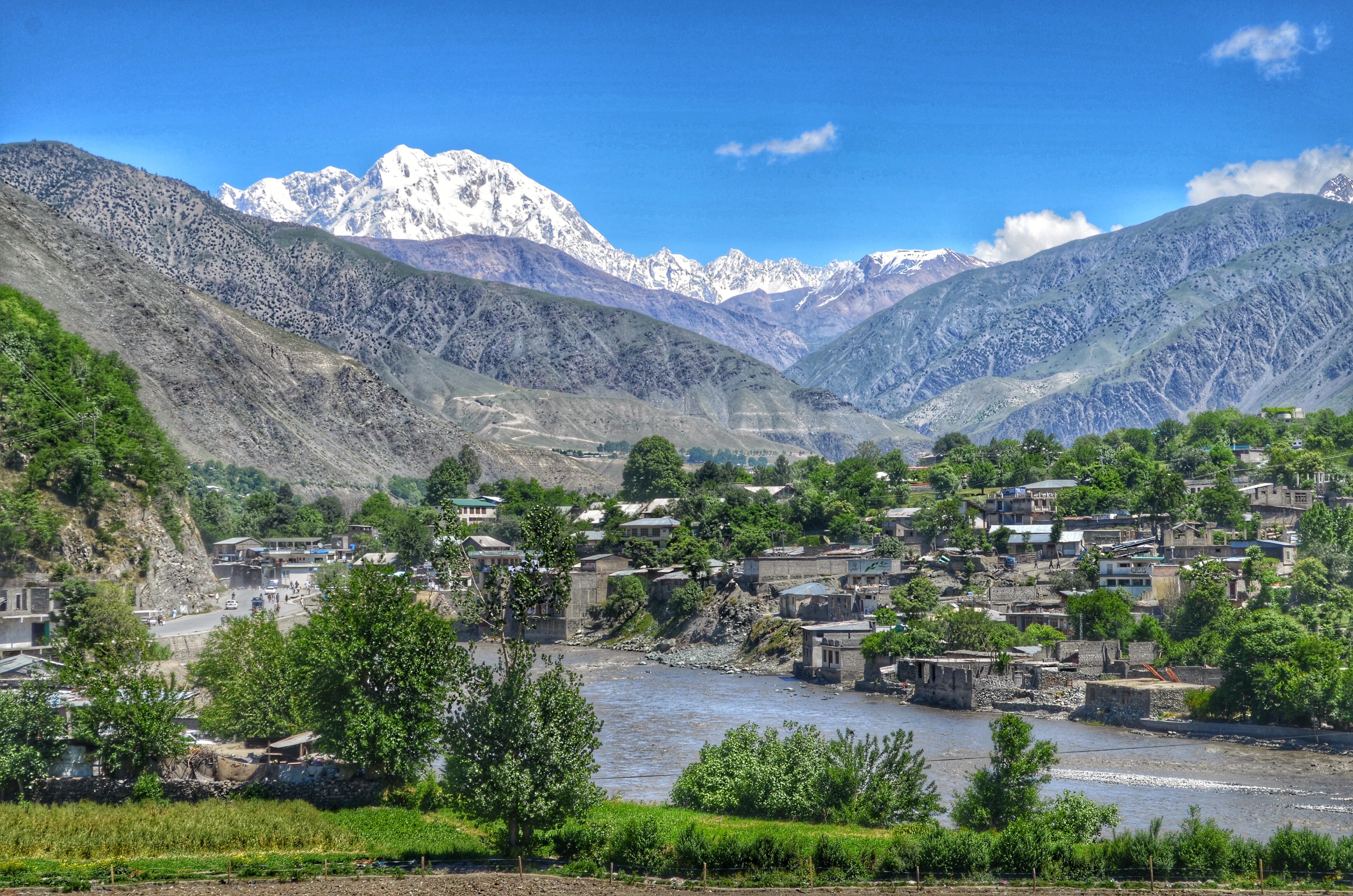
La ville de Chitral avec le Tirich Mir en fond.

Le Tirich Mir est situé dans le Nord du Pakistan, dans la province de Khyber Pakhtunkhwa, dans le district de Chitral. Il se trouve à environ 40 kilomètres au nord de la ville éponyme, 230 kilomètres au nord de Peshawar et 280 kilomètres au nord-nord-ouest d'Islamabad et nord-est de Kaboul, alors que la frontière afghane passe à 16 kilomètres au nord-nord-ouest. Il s'élève à 7 708 mètres d'altitude, ce qui en fait le point culminant de l'Hindou Kouch et le plus haut en dehors de l'Himalaya et du Karakoram voisins. Sa hauteur de culminance par rapport au Rakaposhi, à près de 240 kilomètres à l'est, est de 3 910 mètres, ce qui en fait pour la proéminence le 30e sommet du monde,. Il possède plusieurs cimes secondaires, dont le Tirich Mir Est (7 691 m), le Tirich Mir Ouest I (7 487 m), le Tirich Mir Ouest II (environ 7 500 m), le Tirich Mir Ouest III (7 400 m) et le Tirich Mir Ouest IV (7 338 m). Une septième cime dépasse 7 000 mètres, sur l'arête sud.
La montagne donne naissance à plusieurs glaciers : le glacier Tirich supérieur sur le versant ouest, le glacier Tirich inférieur sur le versant nord, le glacier Barum Nord sur le versant est, le glacier Barum Sud sur le versant sud-est, le glacier Owir sur le piémont sud et le glacier Dirgol sur le versant sud-ouest. Ils contribuent à alimenter la rivière Kunar, un affluent de la rivière Kaboul, et font donc partie du bassin versant du fleuve Indus.

## Histoire

### Reconnaissances
En 1928-1929, plusieurs officiers du Survey of India (en) tentent de gravir des sommets de la région pour réaliser des triangulations. Malgré leurs échecs, ils collectent des informations météorologiques importantes.
En 1935, une expédition allemande à majorité scientifique dans l'Hindou Kouch tente d'effectuer l'ascension du Tirich Mir depuis le sud. En 1939, les Britanniques Smeaton, Miller et Orgill, accompagnés par quelques sherpas, font une nouvelle tentative par le glacier Owir. Ils parviennent à l'arête sud à près de 5 800 mètres d'altitude. Découragés par le relief vertigineux et leur manque de matériel de sécurisation, ils décident de faire demi-tour ; avertis du déclenchement de la Seconde Guerre mondiale, ils rentrent en Angleterre sans pouvoir se lancer dans une nouvelle tentative.
Après la guerre, les Norvégiens sont les plus rapides pour effectuer une reconnaissance, à l'été 1949. Arne Næss et Arne Randers Heen, encouragés par Eric Shipton et Georg Morgenstierne, conseillés par le major Foskett des Chitral Scouts (en) et aidés par Harry Reginald Anthony Streather, dit « Tony », rencontré à Nathia Gali, se rendent à Chitral puis se lancent vers l'arête sud-est du Tirich Mir, bien qu'abandonnés par leur porteurs. Du glacier Barum Sud, l'accès vers cette arête leur apparaît toutefois trop raide et ils optent dans un premier temps pour l'arête sud. Ils constatent qu'elle est entravée par la présence de dangereux séracs et font demi-tour. Ils établissent finalement un camp sous l'arête sud-est et parviennent à l'atteindre sans réelle difficulté, si bien qu'ils concluent qu'elle serait propice à une expédition. De retour en Norvège, ils rendent compte de la faisabilité de l'ascension, avec des conditions météorologiques favorables, mais également des risques et des voies alternatives potentielles,.

### Première ascension
Dès l'hiver qui suit, une expédition se met en place, avec l'appui du Norsk Tindeklub (Club alpin norvégien) et de la Société géographique norvégienne. Elle implique cinq alpinistes, Arne Næss, Hans Bugge, Henry Berg, Per Kvernberg et Fridtjot Vogt Lorentzen, lequel tient également le rôle de médecin, ainsi que deux scientifiques, le géologue Finn Jorstad et le botaniste Per Wendelbo, et enfin deux photographes, Ramus Breistein et Arild Nybakken. Le professeur Abdul Hamid Beg de l'Islamia College à Lahore est désigné comme officier de liaison. Tony Streather, affecté entre-temps aux Chitral Scouts, propose son aide et, en relation avec Beg, se charge des problèmes logistiques,.
La marche d'approche vers Chitral commence le 4 juin 1950 mais les Norvégiens sont épuisés par leur voyage, en particulier par les chaleurs rencontrées dans le Sind. Ils quittent la ville le 8 juin et établissent le camp de base le 11 juin, à environ 3 650 mètres d'altitude à la jonction des glaciers Barum Sud et Nord, où plusieurs jours sont nécessaires pour regagner leur forme,.

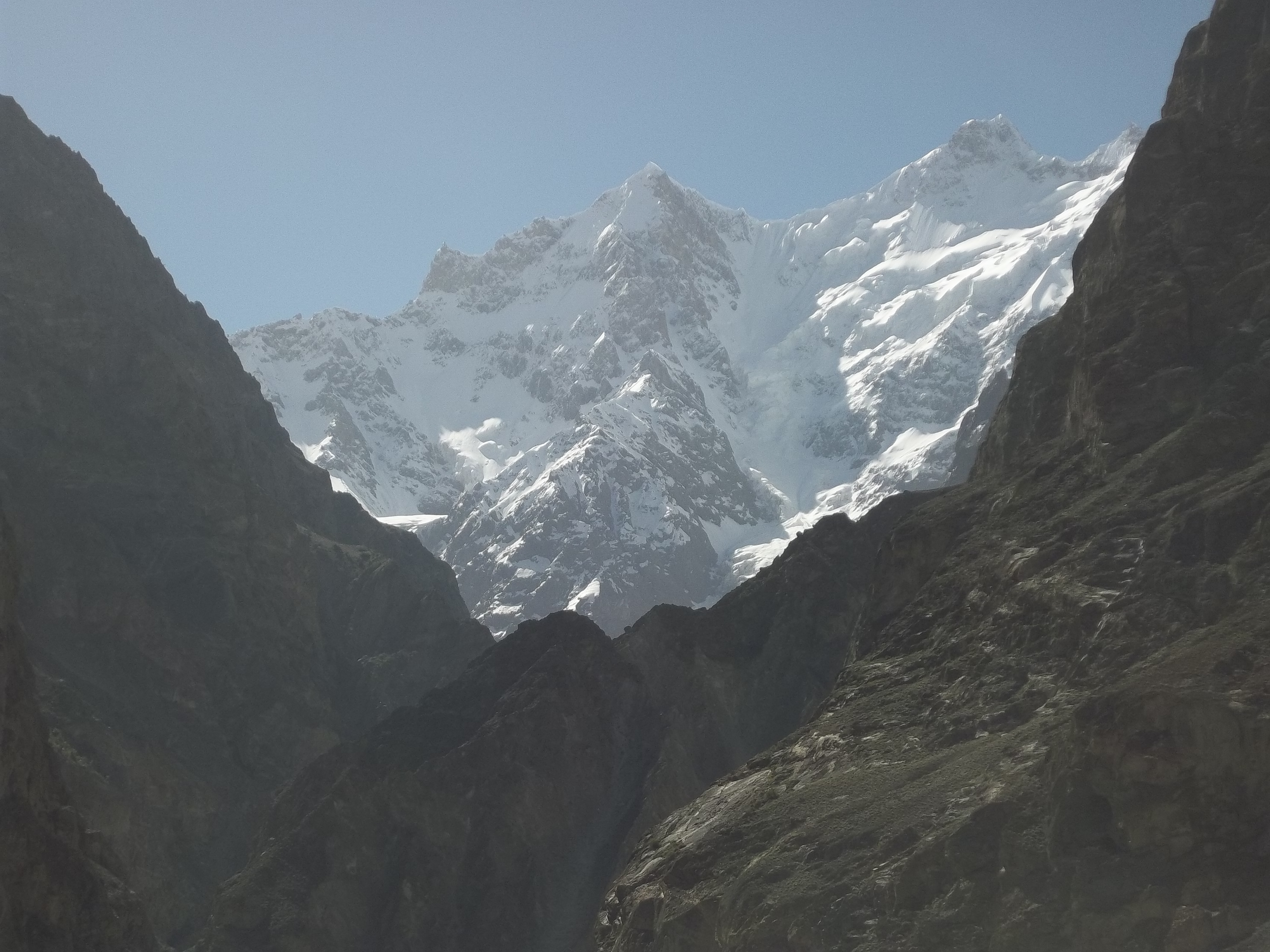
Vue à proximité du sommet.

Le camp de base avancé, ou camp IV, est installé fin juin à 5 400 mètres d'altitude en amont du glacier. Les conditions neigeuses sur l'arête sud-est s'avèrent moins bonnes que l'année précédente et la décision est prise de ne pas entreprendre l'ascension par cette voie avant fin juillet,. De nombreuses avalanches déboulent jusqu'aux abords du camp, qui est légèrement déplacé par sécurité,. Des reconnaissances sont effectuées vers l'arête sud et, le 3 juillet, le camp V est monté à 5 800 mètres d'altitude mais l'idée est rapidement abandonnée en raison du danger au moins aussi prégnant que l'année précédente.
Le 6 juillet, une voie alternative potentielle est remise au goût du jour ; plus directe, elle emprunte le versant sud-est vers l'arête sud,. Næss et Bugge buttent toutefois sur un ressaut d'une soixantaine de mètres. Le lendemain, plusieurs alpinistes se lancent pour ouvrir un passage et, finalement, Kvernberg trouve une solution. Le 8 juillet, le camp VI est installé à 6 250 mètres d'altitude, mais, trop instable, immédiatement déplacé vers le camp VII à 6 550 mètres. Streather et les deux seuls porteurs encore en état redescendent au camp V dans le but d'y chercher du matériel et de remonter. Toutefois, l'un des deux porteurs a une crise d'épilepsie ; il est tenu attaché par son camarade et le photographe Nybakken, tandis que Streather descend chercher Lorentzen au camp IV le 9 juillet. Pendant ce temps, Næss, Berg, Kvernberg et Bugge tentent de progresser mais ce dernier développe une pneumonie et ils parviennent simplement à établir le camp VIII à 7 000 mètres d'altitude et à constater qu'aucune difficulté technique majeure ne semble ponctuer la fin de l'ascension,. Bugge est redescendu au camp IV, pour être soigné à son tour, alors que le porteur épileptique est raccompagné au camp de base principal puis renvoyé à son village. Après un peu de repos, et face aux conditions de neige se dégradant, il est décidé d'effectuer une dernière tentative. Kvernberg est envoyé en solitaire, Næss et Berg derrière lui, tandis que Streather tente de suivre avec trois porteurs remobilisés au camp IV,. Finalement, le 21 juillet, quand Næss, Berg et Streather atteignent l'arête sud à environ 7 100 mètres d'altitude, ils constatent que Kvernberg, qui a passé la nuit à l'air libre à près de 7 150 mètres, est déjà 300 mètres plus haut qu'eux. Lorsqu'il les rejoint au camp IX, de simples trous creusés dans la glace, il leur annonce qu'il est parvenu au sommet vers 18 heures avec de bonnes conditions météorologiques. Le lendemain, Næss, Berg et Streather atteignent à leur tour le sommet,.
Lors de la première ascension française réalisée par Pierre Bouchard et Lionel Boucher, le 27 juillet 1996, les deux alpinistes établissent seulement deux camps là où quatre sont habituellement nécessaires.

### Ascension des cimes secondaires

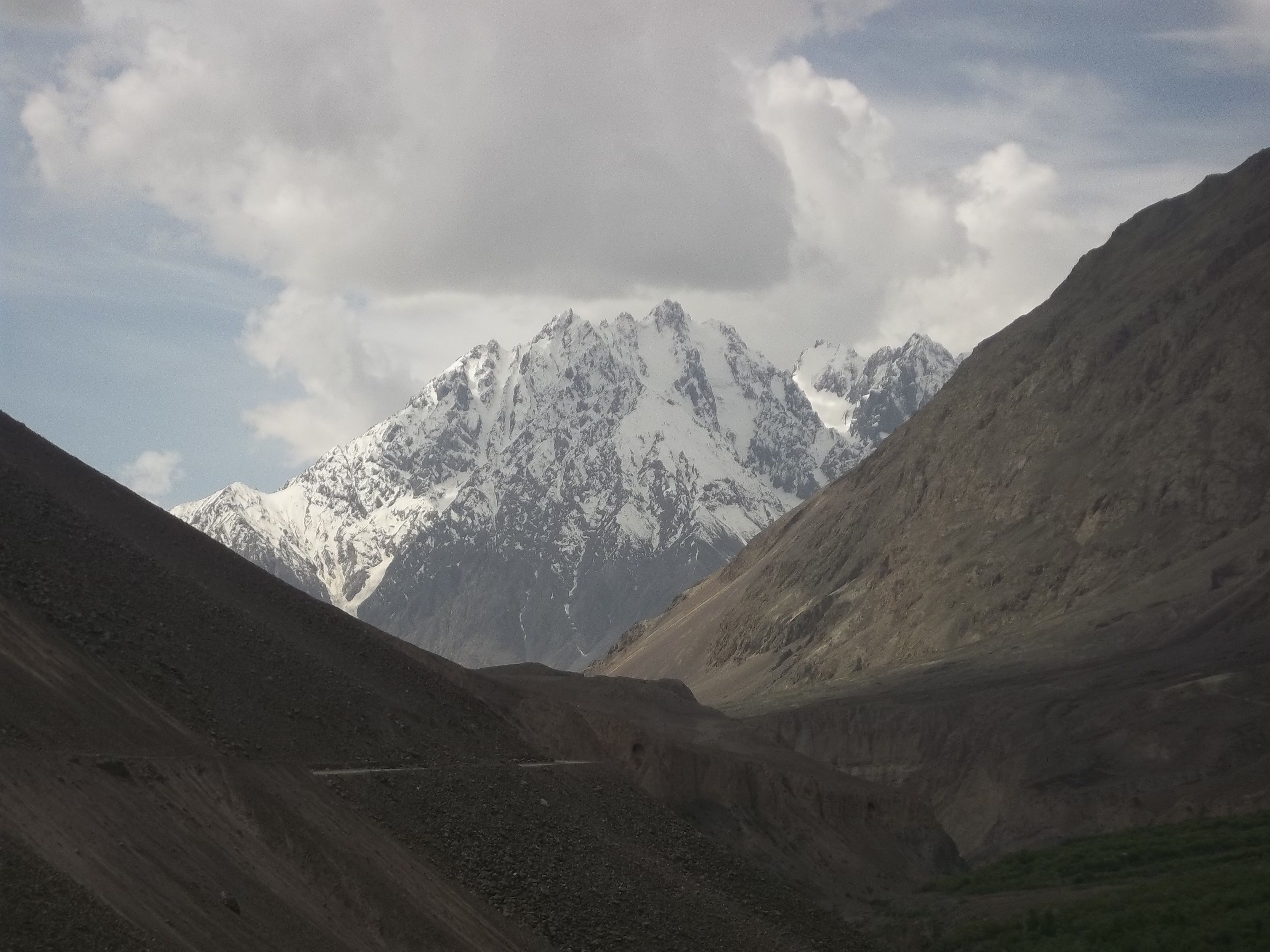
Vue de plusieurs cimes du Tirich Mir.

Le 24 juillet 1964, les Norvégiens Ralph Høibakk (en) et Anders Opdal réalisent, par le versant sud, la première ascension du Tirich Mir Est, au sein d'une expédition menée par Arne Næss,.
Le 4 septembre 1965, au cours d'une expédition germano-autrichienne, Kurt Diemberger, Herwig Handler et Fritz Lindner parviennent au sommet de l'éperon Nord du Tirich Mir,.
Le Tirich Mir Ouest I et le Tirich Mir Ouest IV sont tous deux vaincus en 1967 par le versant nord, respectivement par l'expédition tchèque de Vladimir Šedivý, qui mène au sommet J. Cervinka, I. Galfy, V. Smida et I. Urbanovic, sans oxygène artificielle et en style alpin,, et par Kurt Diemberger et l'Allemand Dietmar Proske, le 6 août, l'Autrichien réalisant à cette occasion le premier tour complet du Tirich Mir, en seize jours,.
Le Tirich Mir Ouest II et le Tirich Mir Ouest III sont gravis pour la première fois en 1974, respectivement par l'équipe italienne composée par Guido Machetto et Beppe Re, et par l'expédition du Groupe universitaire de montagne et de ski menée par Bernard Amy,.

## Culture populaire
Le sommet est entouré de mythes et superstitions parmi les habitants du district de Chitral,. Il aurait la forme d'un château habité par des fées. Elles seraient protégées par des grenouilles de la taille d'un camion vivant dans les crevasses glaciaires. Quiconque s'aventurant sur la montagne prendrait le risque d'être dévoré et, dans le cas contraire, serait maudit et condamné à mourir dans l'année suivante.